# مانتی، میسیسیپی
مانتی (به انگلیسی: Mantee) روستایی در ایالت میسیسیپی کشور ایالات متحده آمریکا است که جمعیت آن در سرشماری سال ۲۰۱۰ میلادی، ۲۳۲
نفر بوده‌است.